# Ярослав Сирник
Ярослав Сирник (пол. Jarosław Syrnyk) — історик, спеціалізується у питаннях історії Польщі 20 століття, в цьому числі польсько-українських відносин; академічний викладач, пов'язаний з Вроцлавським університетом.
Народився у 1970 р. м. Кошалін у сім'ї переселенців в акції "Вісла" (батьки родом з Західної Бойківщини). Закінчив середню школу з українською мовою навчання у Легниці . Після складання іспиту на середню освіту (1988 р.) вступив на Історичний факультет в Університеті Марії Кюрі-Склодовської в Любліні, потім переїхав до Вроцлавського університету, де в 1993 р. склав магістерський іспит. У 2005 році він здобув ступінь доктора гуманітарних наук в галузі історії на основі дисертації під назвою Українське населення у Нижній Сілезії у 1945–1989 рр. у Поморській педагогічній академії у Слупську. У 2010 році Рада факультету історико-педагогічних наук Вроцлавського університету присудила йому докторську ступінь гуманітарних наук в галузі історії зі спеціалізацією з історії Польщі 20 століття на основі дисертації Українське суспільно-культурне товариство (1956-1990).
У 2006-2020 роках був співробітником Інституту національної пам’яті. Тут, серед іншого, був координатором дослідницького проекту Інституту національної пам’яті, "Апарат безпеки щодо національних та етнічних меншин та іноземців". З 2016 року працює професором університету на кафедрі етнології та культурної антропології Вроцлавського університету . У 2020 році був призначений заступником декана з заочного викладання та контактів з роботодавцями на факультеті історико-педагогічних наук Вроцлавського університету .
Активно задіяний в Українському історичному товаристві в Польщі. Був також редактором " Українського альманаху " (2007-2010), що видається Об'єднанням українців у Польщі. Він також є членом Асоціації польських архівістів та Історіографічного товариства .
Нагороджений Бронзовим Хрестом За заслуги (2016).
Сфера наукових інтересів Ярослава Сирника включає історію національних меншин у Польщі, роботу апарату безпеки, питання у галузі регіональних досліджень та біографії . Його найважливіші публікації включають  :
- Ludność ukraińska na Dolnym Śląsku (1945–1989), Wrocław 2007.
- Ukraińskie Towarzystwo Społeczno-Kulturalne (1956–1990), Wrocław 2008.
- Urząd Bezpieczeństwa w Wołowie (1945–1956), Wrocław 2010.
- "Po linii" rewizjonizmu, nacjonalizmu, syjonizmu… Aparat bezpieczeństwa wobec ludności niepolskiej na Dolnym Śląsku (1945–1989), Wrocław 2013.
- Nadzór specjalny. Analiza historyczno-antropologiczna działań organów bezpieczeństwa w kwestii tzw. nacjonalizmu ukraińskiego na Podkarpaciu w latach 1947–1989, Instytut Pamięci Narodowej, Wrocław-Warszawa 2015.
- Trójkąt bieszczadzki. Tysiąc dni i tysiąc nocy anarchii w powiecie leskim 1944–1947, wyd. Libra Pl, Rzeszów 2018.
- Przemoc i chaos. Powiat sanocki i okolice w latach 1944–1947. Analiza antropologiczno-historyczna, Instytut Pamięci Narodowej, Wrocław-Warszawa 2020.

## Зовнішні посилання
- Jarosław Syrnyk, [у:] База даних "Люди науки" польського наукового порталу ( OPI ) [Інтернет] [доступ 2020-10-11].
- Профіль Ярослава Сирника на вебсайті Департаменту етнології та культурної антропології Вроцлавського університету [Архівовано 11 травня 2021 у Wayback Machine.]